# 渡辺真
渡邊 眞 （わたなべ まこと）は、RKB毎日放送常勤監査役、BCC非常勤監査役（2014年6月19日着任）。元アナウンサー。

## 経歴
1973年にRKB毎日放送に入社（同期に伊藤幸子、垂水由起）。

## 担当番組
- RKBニュースワイド
  - 土曜メインキャスター（1987年1月3日-1988年3月、1989年10月1日-1991年3月）
  - 土曜サブキャスター（1988年4月2日-1989年9月）
- 福岡県西方沖地震特別番組（編成 2005年3月20日）
- 2009別府大分毎日マラソン・世界陸上代表選考会（プロデューサー 2009年2月1日、TBS系列全国ネット）[3]